# كومنت (باد كاليه)
كومنت، باد كاليه (بالفرنسية: Caumont, Pas-de-Calais)‏ هي بلدية تقع في إقليم باد كاليه من منطقة نور با دو كاليه في شمال فرنسا. تبلغ مساحة هذه المدينة 5.56 (كم²)، وترتفع عن سطح البحر 102 م، يبلغ عدد سكانها 407 نسمة حسب إحصاء المعهد الوطني للإحصاء والدراسات الاقتصادية سنة 2009 م. وترأس Françoise Desoomer البلدية خلال فترة (2008-2014).